# Tamboril (kommun i Brasilien, Ceará, lat -4,99, long -40,27)
Tamboril är en kommun i Brasilien.   Den ligger i delstaten Ceará, i den östra delen av landet, 1 500 km nordost om huvudstaden Brasília. Antalet invånare är 25 455.
Följande samhällen finns i Tamboril:
- Tamboril

Omgivningarna runt Tamboril är huvudsakligen savann. Runt Tamboril är det mycket glesbefolkat, med 6 invånare per kvadratkilometer.